# Cratolabus celebensis
Cratolabus celebensis là một loài tò vò trong họ Ichneumonidae.